# فتح حلب
جرت معركة حلب في سوريا في الأشهر بين يوليو وأكتوبر من عام (637 ميلادي- 18هجري)  بين الروم البيزنطيين، مع حلفائهم الغساسنة، وجيوش الخلافة الراشدة الإسلامية. وكان القائد العام للجيوش الإسلامية أبو عبيدة بن الجراح، وفي معركة حلب قاد عياض بن غنم القوات الإسلامية في الميدان، وكان خالد بن الوليد على الخيل على الأرجح.
بعد معركة اليرموك توجه المسلمون في عمق سوريا شمالاً، وبعد غزو مدن كبيرة وصغيرة اجتمع جيشا أبو عبيدة بن الجراح وخالد بن الوليد مجددا في قنسرين ليتابعا بعد فتحها زحفهما إلى حلب، حيث كانت هناك حامية رومية قوية بقيادة «يواخيم». وكانت حلب مؤلفة من مدينة كبيرة محاطة بالأسوار وحصناً صغيراً منيعاً خارج المدينة يقع على تل منعزل.

## المعركة
وقد اتبع يواخيم نفس الأسلوب الذي اتبعه «ميناس» قائد الحامية الرومانية في موقعة الحاضر بالقرب من قنسرين في يونيو من العام نفسه، حيث عمل يواخيم على لقاء المسلمين خارج المدينة في معركة مفتوحة واشتبك مع «سرية الخيالة سريعة التحرك»، البالغ حجمها 17 ألف فارس، على مسافة ستة أميال جنوبي المدينة، ووقعت معركة دموية في ذلك المكان انكسر فيها الروم، وتراجع يواخيم، الذي أصبح الآن أكثر حكمة، وقفل راجعاً بسرعة لحماية الحصن. وزحف المسلمون بعد ذلك ليفرضوا الحصار على الحصن. وبلغت خسائر الروم من ألف إلى ألفي قتيل، بينما كانت خسائر المسلمين ضئيلة جداً.
وكان يواخيم قائداً صلباً، وقام بعدة محاولات لكسر الحصار، ولكنه فشل في كل مرة متحملاً خسائر جسيمة. بعد عدة أيام من تلك الحالة قرر الروم البقاء في الحصن لانتظار المساعدات التي يمكن للقيصر هرقل أن يرسلها لهم، ولكن هرقل لم يرسل شيئاً.

## استسلام الحامية الرومية
وفي شهر أكتوبر من عام 637 ميلادي استسلمت الحامية الرومية البيزنطية، حيث سُمح لها بالرحيل بسلام، ولكن القائد البيزنطي «يواخيم» لم يرغب بالمغادرة، بل أعلن إسلامه واختار أن يخدم تحت راية الإسلام. وبالفعل فقد أثبت ولاءه في الأسابيع اللاحقة بشكل مميز وقاتل تحت رايات العديد من القادة المسلمين.

## ما بعد المعركة
وبعدها أرسل أبو عبيدة بن الجراح سريةً بقيادة مالك بن الأشتر لفتح بلدة إعزاز الواقعة على طريق روما. وكان المسلمون يطلقون على المناطق الواقعة جنوب تركيا إلى الشرق من جبال طوروس اسم أرض روما «أو بلاد الروم». وقد فتح مالك بمساعدة «يواخيم» القائد الرومي الذي اعتنق الإسلام بلدة إعزاز «أو حصن إعزاز» وعقد معاهدة مع سكانها المحليين ليعود بعدها إلى حلب.
وكان فتح إعزاز وتوقيع المعاهدة مع السكان أمران جوهريان لضمان عدم بقاء قوات رومية كبيرة بالقرب من حلب يمكن أن تهدد المسلمين من الخلف أو الجانب عندما ينتقل المسلمون إلى تنفيذ عملية واسعة جديدة.
بعد وصول مالك بن الأشتر وانضمامه إلى الجيش المسلم بدأ أبو عبيدة بالتوجه لفتح أنطاكيا.